# Khu học chánh quận Montgomery
Khu học chánh quận Montgomery (tiếng Anh: Montgomery County Public Schools) (MCPS) là một học khu phục vụ quận Montgomery, tiểu bang Maryland, Hoa Kỳ. Đây là học khu lớn nhất ở Maryland. Năm học 2009–2010 học khu này có 11.500 giáo viên toàn thời gian giảng dạy 141.777 học sinh ở 200 trường họ.
Học sinh ở học khu này có điểm số nằm trong nhóm hàng đầu ở Hoa Kỳ về các kỳ thi Advanced Placement. Giám đốc là TS. Joshua P. Starr, người đã được thuê tháng 7 năm 2011 sau khi vị giám đốc cũ TS. Jerry Weast nghỉ hưu.